# Клочкова, Яна Александровна
Я́на Алекса́ндровна Клочко́ва (укр. Яна Олександрівна Клочкова; род. 7 августа 1982, Симферополь,  УССР, СССР) — украинская пловчиха, четырёхкратная олимпийская чемпионка, самая титулованная спортсменка Украины в истории Олимпийских игр. Участница трёх летних Олимпиад: 2000, 2004, 2008 (на последней в заплывах не участвовала).
Яна Клочкова установила 50 рекордов Украины в 25- и 50-метровых бассейнах на дистанциях 100, 200, 400 метров комплексным плаванием; 200, 400 и 800 метров вольным стилем; 100 и 200 метров на спине; 200 метров баттерфляем и эстафетным плаванием. На Олимпийских играх в Сиднее установила мировой рекорд на дистанции 400 метров комплексным плаванием и рекорд Европы на дистанции 200 метров комплексным плаванием.
Герой Украины (2004).

## Биография
Родилась 7 августа 1982 года в городе Симферополь.
- Место жительства — Симферополь, затем Харьков, затем Киев.
- Спортивное общество — «Динамо», майор МВД Украины.
- С 1 августа 2003 года — член «СК ИСД».
- Начало занятий плаванием — 1989 год.

Тренеры — заслуженный тренер Украины, заслуженный работник физической культуры Украины Нина Кожух и заслуженный тренер СССР, заслуженный работник физической культуры Украины Александр Кожух.

### Прощание с дорожкой
29 января 2009 года Клочкова заявила об уходе из большого спорта.
24 марта 2009 в олимпийском бассейне «Акварена» в Харькове на улице Клочковской, во время первого этапа Кубка Украины по плаванию, при полностью заполненных трибунах состоялось официальное «расставание с водой» Яны Клочковой. Официальные лица (городской голова Михаил Добкин, вице-губернатор Сергей Стороженко, глава Федерации плавания Украины Олег Дёмин, двукратный олимпийский чемпион волейболист Юрий Поярков и многие другие) рассказали о пловцах, затем последовало вручение цветов и подарков от всех желающих. Клочковой, которую на Украине прозвали «золотой рыбкой», символически подарили аквариум с живой золотой рыбкой.
В 2011 году Яна Клочкова возглавила киевское отделение Национального олимпийского комитета Украины, но в 2012 году, не дождавшись поддержки своих начинаний от исполкома олимпийского комитета, оставила этот пост.
16 сентября 2021 года Яна Клочкова переплыла Днепр с правого берега на левый в компании энтузиастов, звёзд и партнёров из национальной сборной времён её выступлений за шесть минут. Так спортсменка отметила годовщину своей победы на Олимпийских играх в Сиднее-2000.

## Награды

### Медали
(без Олимпийских игр)
- Серебряный призёр чемпионата Европы среди юниоров 1996 года в Дании.
- Двукратная победительница чемпионатов Европы среди юниоров 1997 года в Глазго и 1998 года в Антверпене.
- Серебряный и бронзовый призёр чемпионата Европы 1997 года в Севилье.
- Серебряный призёр чемпионата мира 1998 года в Перте.
- Победительница Кубка мира среди женщин в комплексном плавании 1998 и 1999 годов.
- Чемпионка мира 1999 года в Гонконге.
- Двукратная победительница и бронзовый призёр чемпионата Европы 1999 года в Стамбуле.
- 4-кратная победительница чемпионата Европы 1999 года в Лиссабоне в 25-метровых бассейнах.
- Трёхкратная чемпионка Европы 2000 года в Хельсинки.
- Двукратная чемпионка Европы 2000 года в Валенсии.
- Двукратная чемпионка и серебряный призёр чемпионата мира 2001 года в Фукуоке (Япония).
- Двукратная чемпионка Универсиады в Пекине 2001 года.

### Награды Украины
- Орден княгини Ольги III степени (23.09.1999)[8].
- Почётная грамота Кабинета Министров Украины (11.10.1999)[9].
- Орден княгини Ольги I степени (06.10.2000)[10]
- Лауреат Премии КМ Украины за вклад молодежи в становление государства (25.06.2001).
- Орден «За заслуги» III степени (30.01.2002)[11].
- Герой Украины (18 августа 2004 — за исключительные спортивные достижения на Олимпийских играх, проявленные мужество, самоотверженность и волю к победе, повышение спортивного авторитета Украины в мире)[12].
- Почётная грамота Кабинета Министров Украины (16.09.2004)[13].
- Крест Славы МВД.

### Почётные звания
- «Человек года-2000» в номинации «Спортсмен года».
- «Человек года-2003» в номинации «Спортсмен года».
- Почётный гражданин Харькова и Донецка.[источник не указан 1901 день]

## Семья
- отец Александр Васильевич Клочков
- мать Елена Валентиновна Клочкова
- бабушка Дина Васильевна
- сестра Анна Александровна Клочкова (род. 1985)

### Личная жизнь
Сын Александр Александрович Клочков (род. 21 июня 2010) от грузинского спортсмена и бизнесмена Левана Нодаровича Ростошвили (род. 1983)
По словам Клочковой, сын вместе с её родителями и бабушкой проживает в Крыму.
В мае 2023 года стало известно, что Яна Клочкова переехала в Крым, но сама спортсменка не давала комментариев по поводу своего переезда